# Châtelat
Châtelat là một đô thị ở huyện Moutier ở bang Bern ở Thụy Sĩ. Đô thị này có diện tích 4,09 km², dân số năm 2005 là 134 người. Đô thị này nằm ở khu vực nói tiếng Pháp Bernese Jura (Jura Bernois).

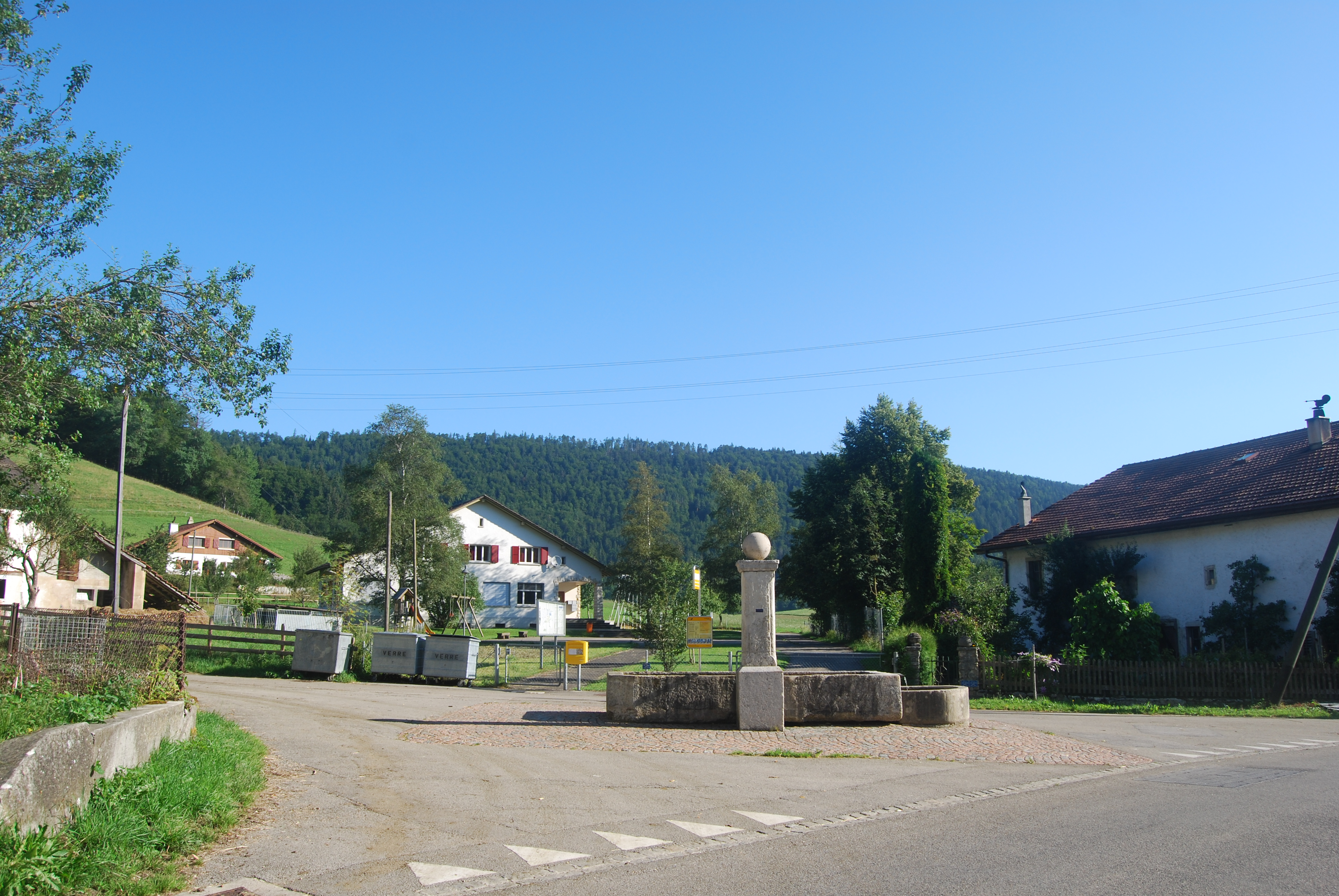
Châtelat